# 18 Batalion Rozpoznawczy
18 Pomorski Batalion Rozpoznawczy – pododdział rozpoznawczy Sił Zbrojnych Rzeczypospolitej Polskiej.
Wchodził w skład  16 Dywizji Zmechanizowanej. Stacjonował w Elblągu.

## Struktura organizacyjna
dowództwo i sztab

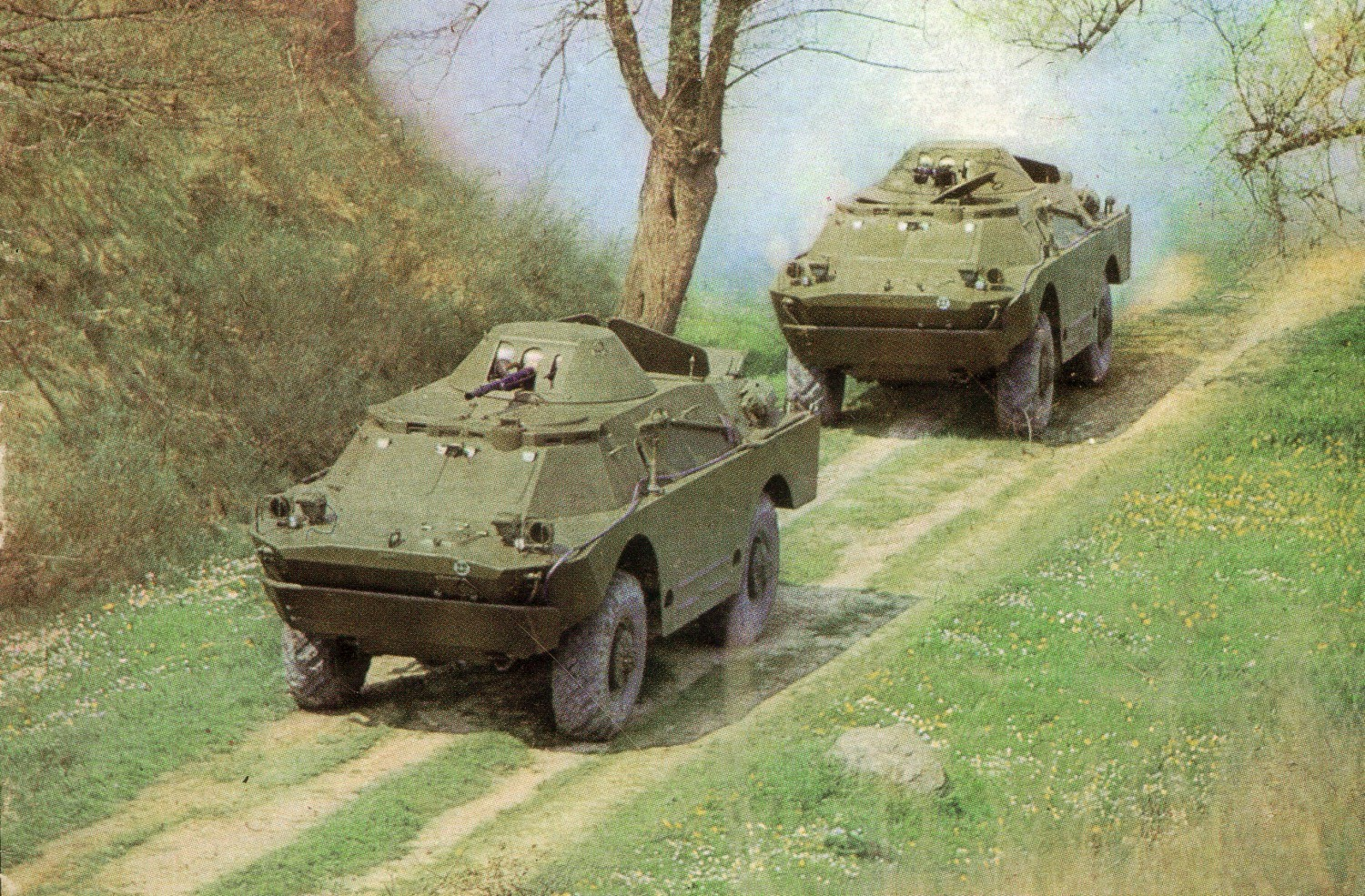
BRDM-2 – wóz rozpoznawczy br

- 1. kompania rozpoznawcza (1. pl. rozp na BWR 1S, 2. i 3. pl. rozp. na BRDM-2, dr. dow. na BRDM-2 R5)
- 2. kompania rozpoznawcza (na BRDM - 2)
- 3. kompania rozpoznawcza (na samochodach)
- kompania rozpoznania elektronicznego
- pluton rozpoznania skażeń
- pluton dowodzenia
- pluton zaopatrzenia
- pluton remontowy
- pluton medyczny

## Tradycje batalionu
Batalion przejął on dziedzictwo i tradycje:
- 18 Pułku Ułanów (1812-1813)
- 18 Pułku Ułanów Pomorskich (1919-1939)
- 6 Batalionu Rozpoznawczego (1947-1957)
- 17 Batalionu Rozpoznawczego (1957-1994)

Doroczne święto batalion obchodził 29 maja.

## Odznaka batalionu
Odznaka w kształcie krzyża kawaleryjskiego ze srebrnymi krawędziami i kulkami na końcach ramion pokrytych niebieską emalią. Na poziomych ramionach numery 18, a na pionowych wyszczególnione lata 1919 i  1994. Na krzyż nałożony srebrzysty gryf.